# Élisabeth Stuart
Pour les articles homonymes, voir Élisabeth d'Angleterre et Élisabeth de Bohême.
Élisabeth Stuart, née à Falkland (Écosse) le 19 août 1596 et morte à Londres le 12 ou le 14 février 1662, est, par mariage avec Frédéric V, électrice palatine et éphémère reine de Bohême. Élisabeth était à sa naissance Élisabeth d'Écosse. Elle est désignée par de nombreux auteurs sous le vocable d’Élisabeth Stuart, Stuart étant le nom de la maison occupant le trône d'Écosse et d'Angleterre, mais aussi après le couronnement de son mari comme Élisabeth de Bohême.
Elle est la grand-mère de George Ier, roi de Grande-Bretagne.

## Jeunesse
Née en Écosse au palais de Falkland (ou au palais de Dunfermline, suivant les sources) le 19 août 1596, la princesse Élisabeth d'Angleterre, d'Écosse et d'Irlande, est le deuxième enfant et la fille aînée de Jacques Ier d'Angleterre et d'Anne de Danemark.
Lors de sa naissance, elle n'était encore que princesse d'Écosse, son père n'ayant ceint la couronne anglaise qu'en 1603, à la mort de la reine Élisabeth Ire.

## Mariage et descendance
Elle épouse le 14 février 1613, contre l'avis de sa mère, l'électeur palatin Frédéric V.
Le couple eut 13 enfants :
- Henri-Frédéric du Palatinat (1614-1629) ;
- Charles Ier Louis (1617-1680), électeur palatin et père de Élisabeth-Charlotte de Bavière, belle-sœur de Louis XIV ;
- Élisabeth de Bohême (1618-1680), amie et correspondante du philosophe René Descartes ;
- Rupert, duc de Cumberland (1619-1682) ;
- Maurice du Palatinat (1620-1654) ;
- Louise-Hollandine (1622-1709), abbesse de Maubuisson ;
- Louis (1624-1625) ;
- Édouard (1625-1663) ;
- Henriette-Marie du Palatinat (1626-1651) ;
- Jean Philippe Frédéric du Palatinat (1627-1650) ;
- Charlotte (1628-1631) ;
- Sophie de Bohême (1630-1714), épouse d'Ernest-Auguste (1629-1698), électeur de Hanovre et mère du roi George Ier de Grande-Bretagne ;
- Gustave Adolphe du Palatinat (1632-1641).

## Règne et décès
En 1619, peu après la seconde défenestration de Prague, Ferdinand II, successeur choisi du roi Matthias de Bohême, est déposé par ceux qui l'avaient mis sur le trône. Ils proposent celui-ci à Frédéric V, qui bien que peu disposé à jouer ce rôle, accepte finalement ce qui précipite l'Europe dans la guerre de Trente Ans. Frédéric est sacré roi de Bohême le 4 novembre 1619 à Prague et Élisabeth couronnée reine trois jours plus tard, le 7 novembre. Connue pour son esprit et sa légèreté, elle charme ses sujets par sa beauté et sa grâce. On la surnomme la reine des cœurs.
Défait à la bataille de la Montagne Blanche un an après son sacre, le 8 novembre 1620, Frédéric est mis au ban de l'Empire, dépouillé de ses États et de sa dignité électorale et contraint de s'exiler avec Élisabeth à La Haye où tous deux survivent tant bien que mal.
Frédéric meurt en 1632 et Élisabeth reste cependant en Hollande. C'est à cette époque qu'Antoine van Dyck fit son portrait. Entre 1652 et 1654, vivant à La Haye, elle a pour page Charles Cotterell. Elle ne retourne en Angleterre qu'en 1661, à la suite de la restauration de la monarchie britannique, et ce contre la volonté du roi Charles II, qui, malgré tout, lui alloue une pension.
Elle meurt l'année suivante, le 14 (ou le 12) février à Leicester House à Londres.

## Descendance
Élisabeth de Bohême est l'ancêtre des grandes dynasties européennes tant protestantes que catholiques : elle est la grand-mère d'Élisabeth-Charlotte de Bavière épouse de Philippe de France, duc d'Orléans dit « Monsieur », frère de Louis XIV, et mère de Philippe, duc d'Orléans, régent de France de 1715 à 1723 et d'Élisabeth-Charlotte d'Orléans, la mère de l'empereur François Ier du Saint-Empire, de qui descendent tous les Habsbourg-Lorraine actuels.
Par l'Acte d'établissement de 1701, la couronne britannique fut réservée aux seuls descendants protestants de la feue Élisabeth de Bohême, ce qui permit à son petit-fils l'électeur de Hanovre, de devenir le roi George Ier de Grande-Bretagne.

## Littérature
Élisabeth Stuart apparait dans Le Roman de Tyll Ulespiègle (2017) de Daniel Kehlmann.